# Кузнецовський (Ванінський район)
Кузнецо́вський (рос. Кузнецовский) — селище у складі Ванінського району Хабаровського краю, Росія. Входить до складу Високогорненського міського поселення.

## Населення
Населення — 4 особи (2010; 63 у 2002).
Національний склад (станом на 2002 рік):
- росіяни — 75 %